# Krailling

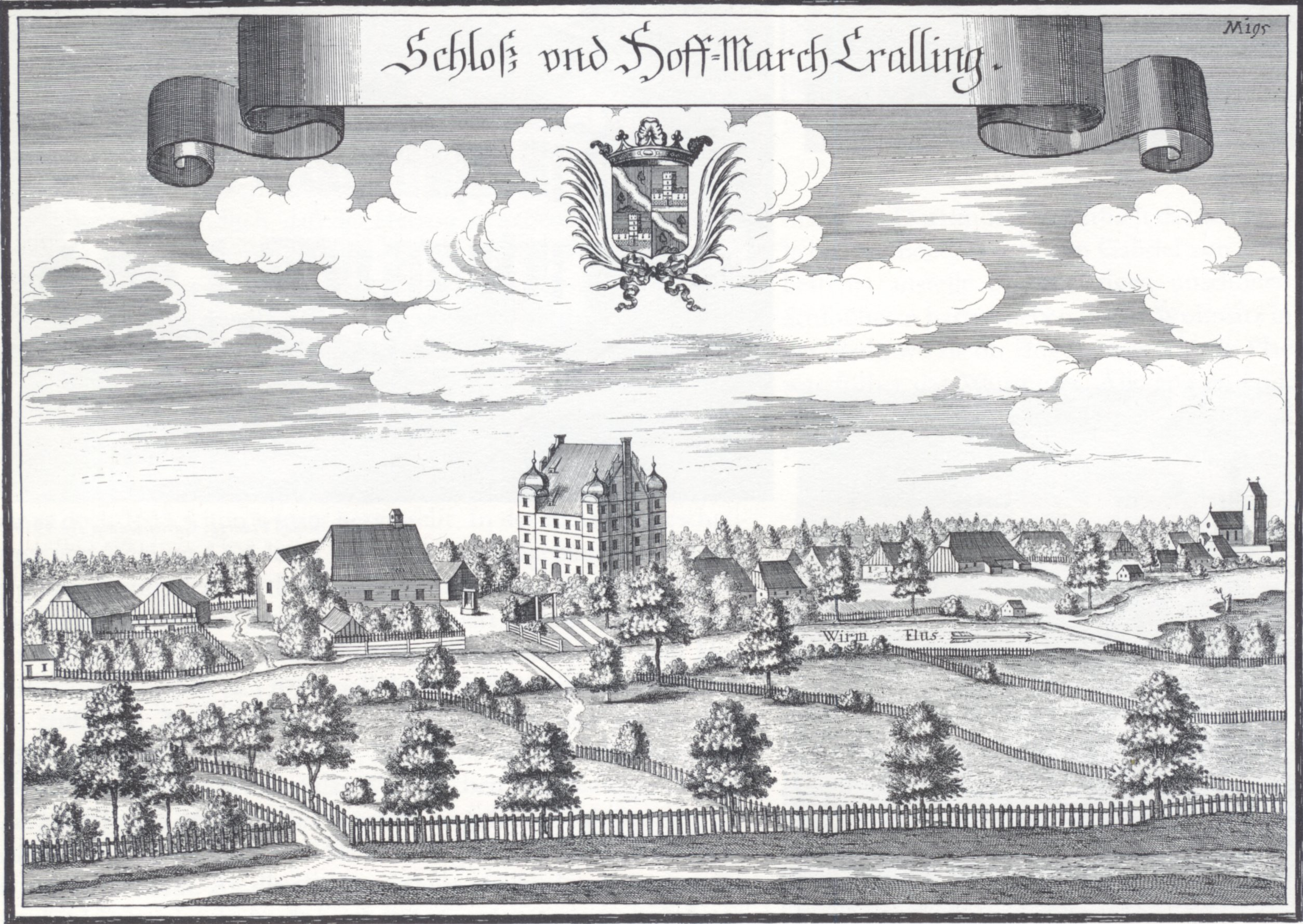
Schloss und Hofmark Krailling, ca. 1700

Krailling ist eine nordöstlich im oberbayerischen Landkreis Starnberg gelegene Gemeinde. Sie grenzt an die Landkreise München und Fürstenfeldbruck.

## Geographie
Die Gemeinde liegt in der Planungsregion München. Das Gemeindegebiet umfasst eine Fläche von 16,0 km². Der Ort liegt im Würmtal, etwa 14 Kilometer nördlich der Kreisstadt Starnberg und vier Kilometer südwestlich der Münchener Stadtgrenze.
Das Siedlungsgebiet ist mit dem der Gemeinde Planegg zusammengewachsen, gehört auch zur Pfarrei Planegg und hat dieselbe Postleitzahl, gehört aber im Gegensatz zu Planegg nicht zum Landkreis München, sondern zum Landkreis Starnberg. Krailling ist der nördlichste Ort des Landkreises Starnberg, ist jedoch der Telefonvorwahl von München (089) zugeordnet. Richtung Süden geht das Siedlungsgebiet nahtlos in den Gautinger Ortsteil Stockdorf über.
Die Gemeinde hat vier Gemeindeteile (in Klammern ist der Siedlungstyp angegeben):
- Hüll (Gut)
- Frohnloh (Kirchdorf)
- Krailling (Kirchdorf)
- Pentenried (Kirchdorf)

Im Waldgebiet Kreuzlinger Forst liegt das Gewerbegebiet „KIM“ (Kraillinger Innovations Meile). Es existieren die Gemarkungen Frohnloh und Krailling.

## Geschichte

### Bis zur Gemeindegründung
Die ältesten hier nachgewiesenen Besiedlungsspuren stammen aus der Zeit von 150 bis 100 v. Chr. Auf dem Grundstück der Linnermühle wurden mehrere keltische Schmuckstücke, Scherben und Hauspfosten gefunden. Damit ist Krailling zusammen mit Buchendorf und Steinebach am Wörthsee eine der wenigen keltischen Siedlungen im Süden Münchens.
Aus der Zeit von 200 bis 300 n. Chr. stammt ein ebenfalls dort gefundener Töpferofen sowie eine Abfallgrube. Römische Siedlungsspuren wurden allerdings nicht gefunden. Zahlreiche Funde belegen auch eine bajuwarische Siedlung am Würmufer von 600 bis 900 n. Chr.
Bis Ende des 18. Jahrhunderts war Krailling Sitz einer Hofmark der Freiherren von Ruffin. Diese Hofmark war Teil des Kurfürstentums Bayern. Im Zuge der Verwaltungsreformen in Bayern entstand mit dem Gemeindeedikt von 1818 die heutige Gemeinde.

### 20. Jahrhundert
Nach dem Zweiten Weltkrieg siedelten sich viele Flüchtlinge und Heimatvertriebene im Gemeindeteil Pentenried an, der seither maßgeblich von dieser Bevölkerungsgruppe geprägt wurde.

### Einwohnerentwicklung
Zwischen 1988 und 2018 wuchs die Gemeinde von 7280 auf 7772 um 492 Einwohner bzw. um 6,8 %.
| Jahr      | 1840 | 1900 | 1939 | 1950 | 1961 | 1970 | 1987 | 1991 | 1995 | 2005 | 2010 | 2015 |
| Einwohner | 249  | 793  | 2027 | 3725 | 4634 | 7064 | 7346 | 7310 | 7284 | 7570 | 7529 | 7666 |

## Politik

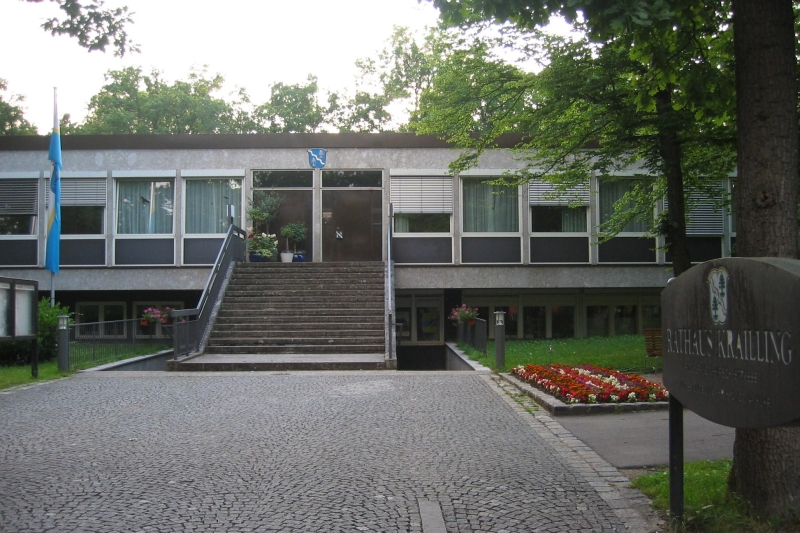
Rathaus Krailling

### Bürgermeister
| Amtszeit  | Bürgermeister              |
| --------- | -------------------------- |
| seit 2019 | Rudolph Haux (FDP)         |
| 2008–2019 | Christine Borst (CSU)      |
| 1990–2008 | Dieter Hager (CSU)         |
| 1972–1990 | Helmuth Schreyer (CSU)     |
| 1948–1972 | Johann Baptist Huber (CSU) |

Erster Bürgermeister ist Rudolph Haux (FDP). Er wurde 2019 als Nachfolger von Christine Borst (CSU) gewählt.

### Gemeinderat
|  | Gemeinderatswahl Krailling 2020Wahlbeteiligung: 60,6 % 403020100 32,029,415,712,110,20,6n. k. CSUGrüneFWcFDPSPDAfDUWgGewinne und Verlusteim Vergleich zu 2014 %p 12 10 8 6 4 2 0 −2 −4 −6 −8−10−12−11,0+11,0+4,0+5,6−6,3+0,6−4,0CSUGrüneFWFDPSPDAfDUWAnmerkungen:c FW einschließlich FBKg Unabhängige Wähler | Sitzverteilung im Gemeinderat Krailling 2020Insgesamt 20 Sitze - SPD: 2 - Grüne: 6 - FW: 3 - FDP: 2 - CSU: 7 |

| Jahr | CSU | SPD | Grüne | FDP | FBK | UWK | gesamt | WB     |
| ---- | --- | --- | ----- | --- | --- | --- | ------ | ------ |
| 2020 | 7   | 2   | 6     | 2   | 3   | 0   | 20     | 60,6 % |
| 2014 | 9   | 3   | 4     | 1   | 2   | 1   | 20     | 60,2 % |
| 2008 | 10  | 2   | 3     | 2   | 2   | 1   | 20     | 64,0 % |
| 2002 | 11  | 3   | 1     | 1   | 2   | 2   | 20     | 66,8 % |

FBK = Freie Bürgergemeinschaft Krailing

UWK = Unabhängige Wähler Krailing

### Wappen

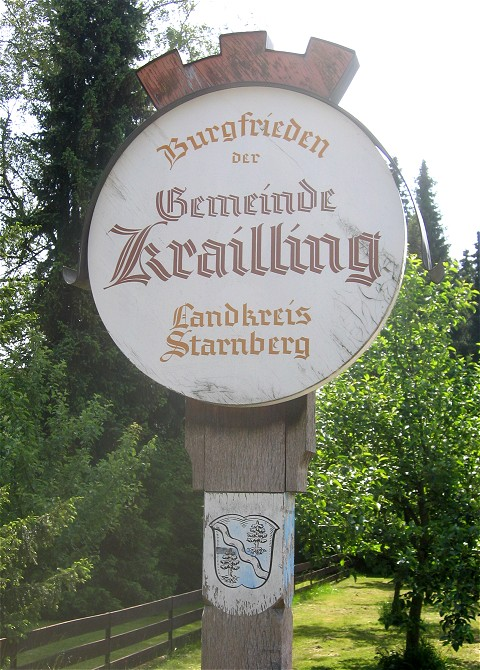
Schild „Burgfrieden“ in Krailling

| Wappen Gde. Krailling | Blasonierung: „In Blau ein schräger silberner Wellenbalken, beseitet von je einer bewurzelten silbernen Tanne.“ |
| Wappen Gde. Krailling | Wappenbegründung: Der silberne Wellenfluss, der die Würm symbolisiert. Links unten und rechts oben stehen je eine silberne Tanne für die Wälder Kreuzlinger Forst und Forst Kasten. Dieses Wappen wird seit 1951 geführt. |

### Gemeindepartnerschaft
- Paulhan im Département Hérault, Frankreich (seit 1975)

## Kultur und Sehenswürdigkeiten

### Bauwerke
Ein markantes Bauwerk des Ortes ist die Margaretenkirche. Diese wurde 1315 erstmals urkundlich erwähnt. 1747 erhielt sie ihr heutiges Erscheinungsbild mit dem Zwiebelturm. Die Kirche wurde in den Jahren 2005/2006 von außen komplett renoviert.
Fundamente und Keller des ehemaligen Schlosses wurden bei archäologischen Ausgrabungen im Jahr 2005 gefunden. Die Kellerfundamente wurden freigelegt und mit einer Überdachung konserviert. Steinbegrenzungen zeigen die frühere Ausdehnung und eine Tafel erläutert die Geschichte des Hofmarkschlosses Krailling.
Die Villa des Architekten Martin Dülfer (1902), einem der Wegbereiter des Jugendstils in Deutschland, hat eine reizvolle barockisierende Jugendstilfassade. Leider ist die organisch-abstrakte Stuckdekoration nicht mehr erhalten.
Architektonisch bemerkenswert ist das „Schwarze Haus“, ein Einfamilienhaus der Stammarbeitersiedlung der Oberbayerischen Heimstätte (1936–1937), das 2006 von Peter Haimerl mit einer veränderten Fensteranordnung versehen und mit Bitumenschindeln verkleidet wurde.
Das Waldsanatorium ist ein Altenheim, das 1898 als „Volksheilstätte Planegg“ gegründet wurde. Es wurde von Beginn an von den Barmherzigen Schwestern betrieben und war spezialisiert auf die Behandlung von Tuberkulose. Ab 1995 war es ein Altenheim für die Schwestern, aber schon zwei Jahre später für die Allgemeinheit geöffnet. Die letzten Ordensschwestern sollen das Haus bis Juni 2024 verlassen.

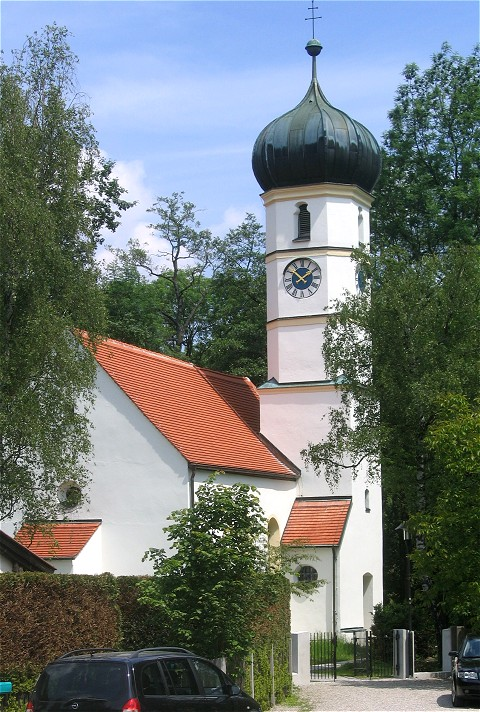
Margaretenkirche
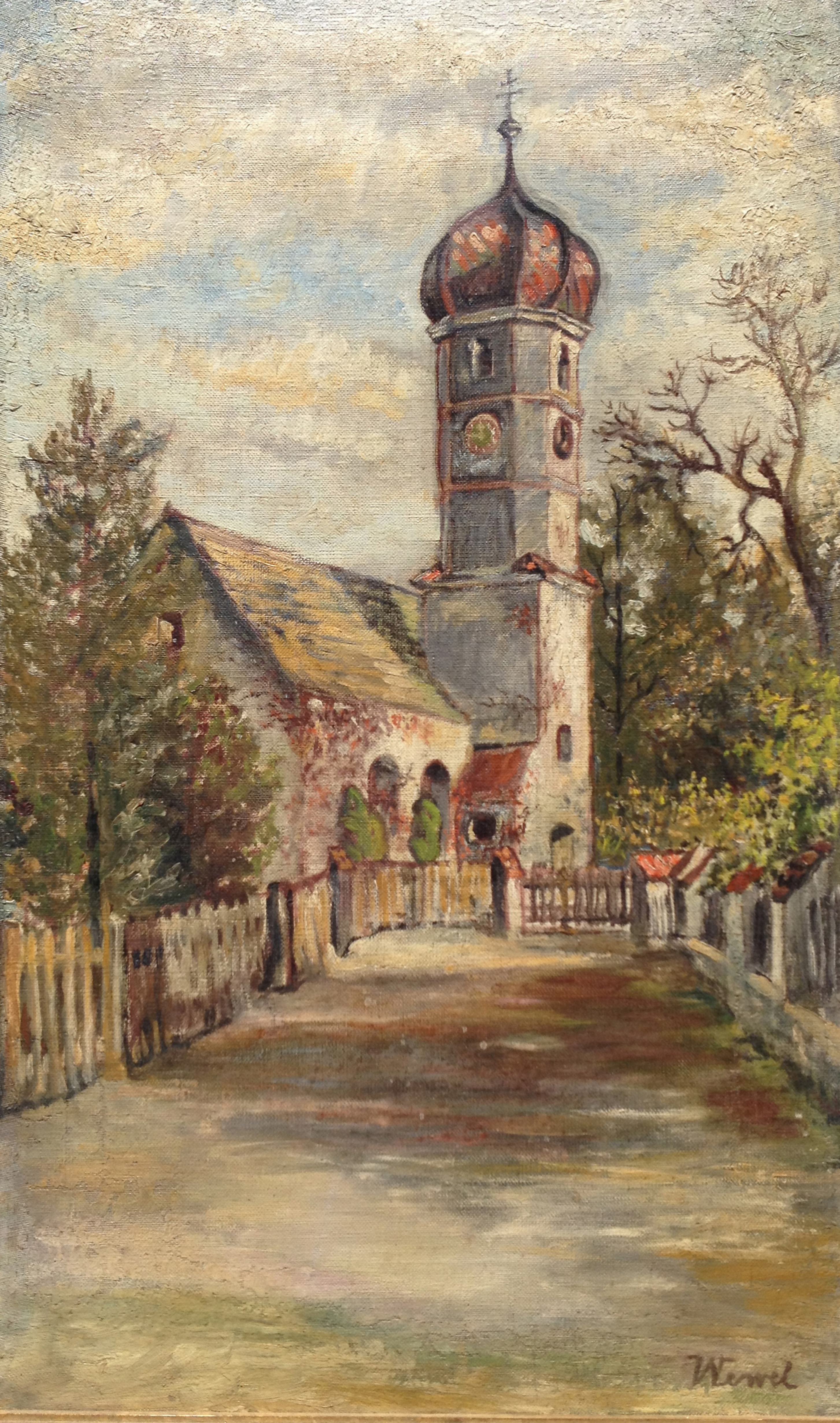
Margaretenkirche (Ölgemälde ca. 1948)
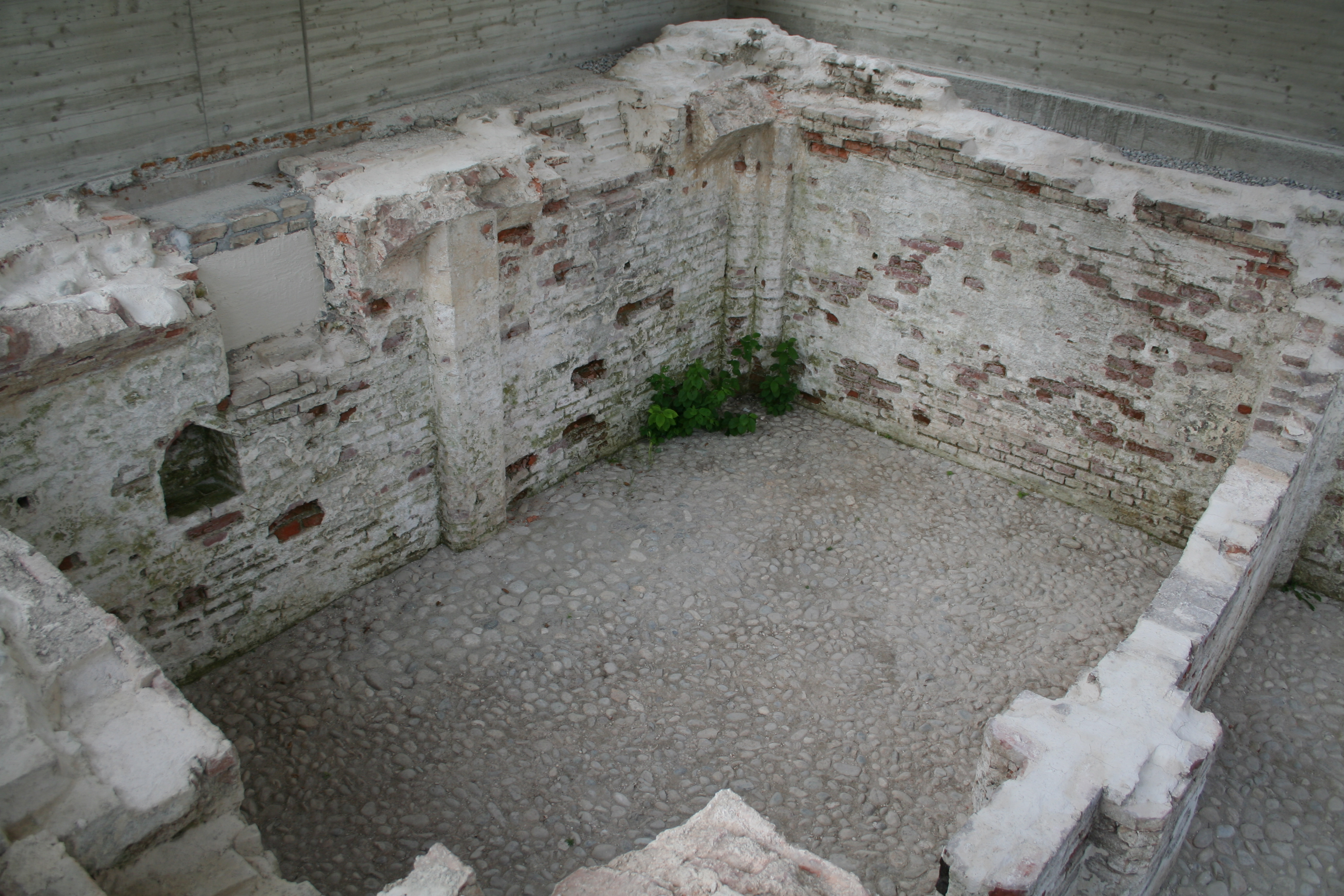
Fundamente des ehem. Hofmarkschlosses Krailling
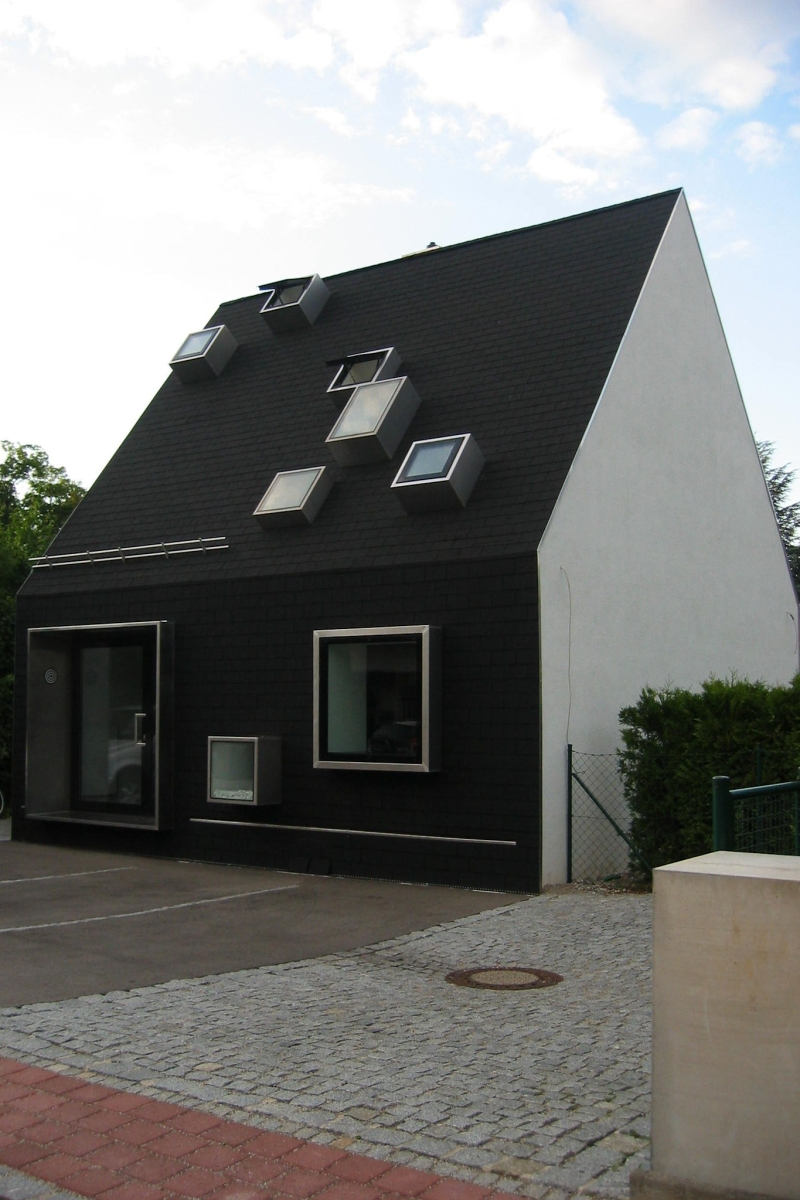
Das „Schwarze Haus“ in Krailling
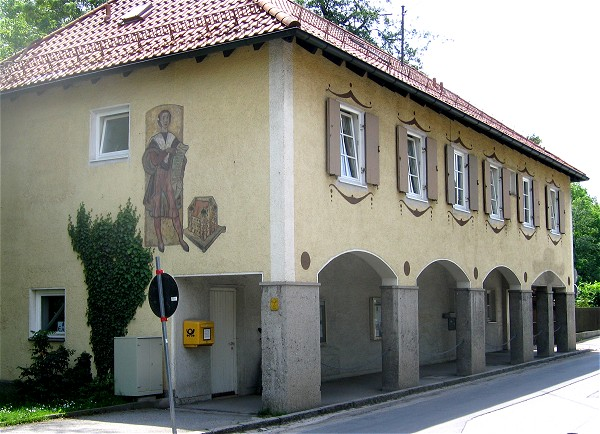
Altes Rathaus

### Denkmäler

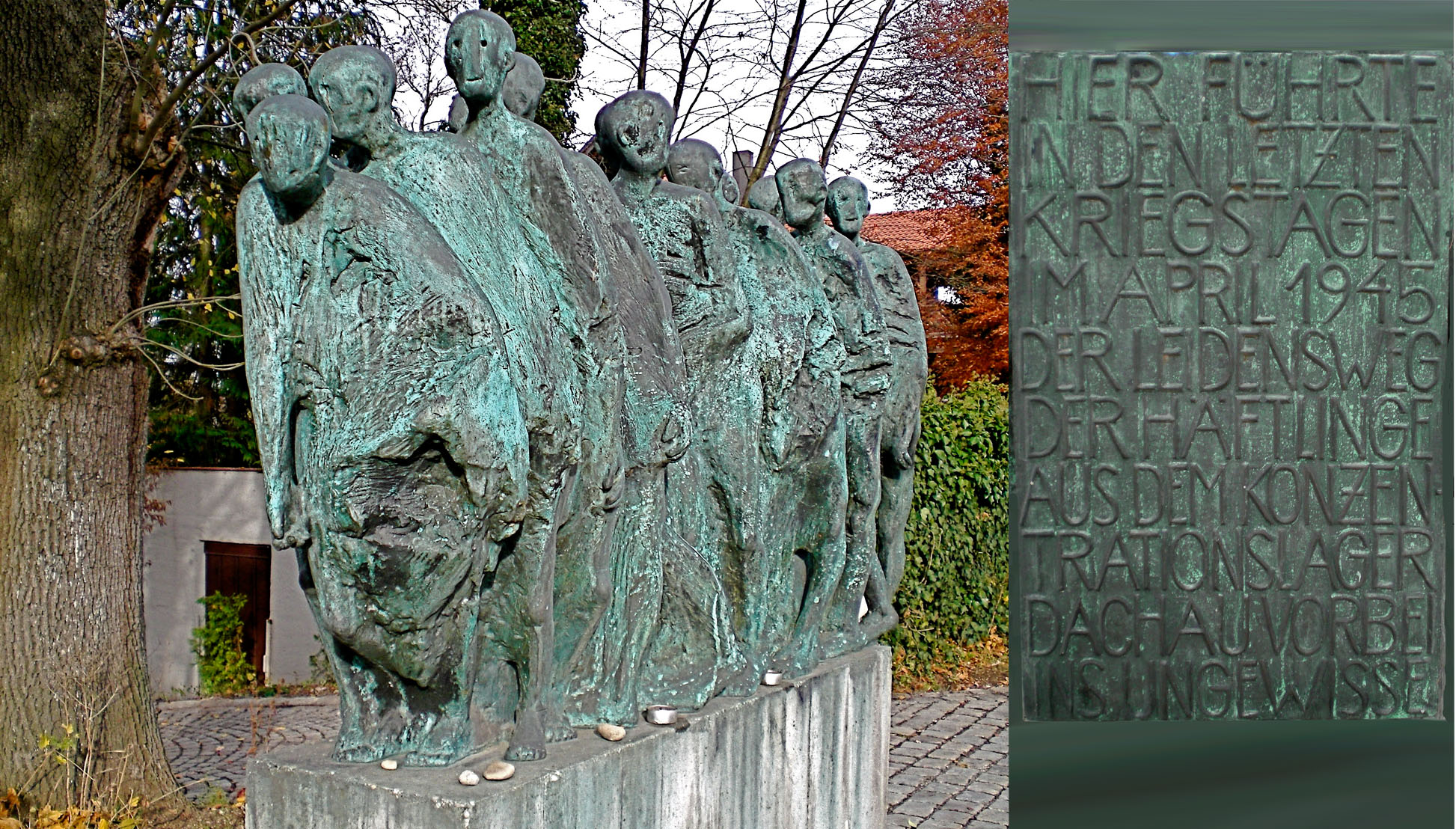
Todesmarsch aus dem KZ Dachau

Seit 1989 erinnert eine Bronze-Skulptur des Bildhauers Hubertus von Pilgrim an der Gautinger Straße an den von der SS überwachten Todesmarsch Tausender Häftlinge aus dem KZ Dachau vom April 1945. 20 identische Plastiken stehen weiterhin an der gesamten Marschroute. Eine Kopie des Denkmals steht seit 1992 als Geschenk der Gemeinde Gauting in der Shoa-Gedenkstätte Yad Vashem in Jerusalem.

### Schulen
Die Grundschule Krailling an der Rudolf-von-Hirsch Straße 2 ist dreizügig und hat drei Ganztagsklassen. Sie ist marode und eine Sanierung soll 40 Millionen Euro kosten. Möglicherweise soll es einen Neubau auf dem bisherigen Rathausgrundstück geben.

### Vereine
Der Verein für Gartenkultur Krailling wurde 1909 als Obstbauverein gegründet und hat 267 Mitglieder (Stand März 2023). Er unterhält einen Erlebnisgarten, pflegt 200 Vogelhäuser im Forst Kasten und gibt Gartenkurse.

Der TV Planegg-Krailling ist ein Sportverein, der 1907 als Turnverein Planegg gegründet wurde. 2023 hat der Verein 1600 Mitglieder, die in neun Abteilungen ihren Sport betreiben können.

Die gemeinnützige Bürgerinitiative Krailling zur Erhaltung und Verbesserung der Lebensqualität (BiK) wurde 1990 gegründet. Vereinszwecke sind u. a. Reinerhaltung von Wasser, Luft und Boden, Erhaltung, Erweiterung und Neuausweisung von Naherholungs-, Natur- und Landschaftsschutzgebieten, Landschaftsbestandteilen, Naturdenkmälern und Bannwäldern in und um Krailling.
Im Jahr 1874 wurde die Freiwillige Feuerwehr Krailling gegründet. Sie hatte im Jahr 2019 insgesamt 68 aktive Mitglieder. Die Jugendfeuerwehr wurde erst 1976 gegründet und hat 20 Mitglieder. Das Hauptgebäude in der Margarethenstraße wurde Anfang der 2000er Jahre zu klein und die Ausfahrt zu eng. Deshalb wurde ein Erweiterungsbau geplant, der schließlich 2014 an der Pentenriederstraße nahe des Bauhofs eröffnet wurde. Dort wurde im Jahr 2024 noch die Atemschutzübungsanlage des Landkreises Starnberg eingeweiht. Sie ersetzt die veraltete Anlage im Starnberger Landratsamt und ist durch ihre modulare Containerbauweise verlegbar.

## Wirtschaft und Infrastruktur
Im Jahr 2022 erzielte Krailling Einnahmen aus der Gewerbesteuer in Höhe von 4,36 Millionen Euro. Mit einem Gewerbesteuerhebesatz von 310 % zählt die Gemeinde zu den steuerlich attraktivsten Standorten Deutschlands. Krailling ist etwa steuerlich deutlich günstiger als die Landeshauptstadt München (Gewerbesteuerhebesatz 490 %).

### Kraillinger Innovations Meile
Die Kraillinger Innovations Meile (KIM) ist ein Gewerbegebiet, das etwa 135 kleinen und mittleren Unternehmen Platz bietet. Die ca. 90.000 m² große KIM ist auf dem ehemaligen Pionierübungsplatz der Bundeswehr im Kreuzlinger Forst entstanden, das die Gemeinde 1996 für 3,5 Millionen Mark ankaufte. Danach wurden die Gebäude abgerissen und ein Biomasseheizkraftwerk zur Energieversorgung errichtet. Die ersten Unternehmen bezogen ab 1999 das Gelände.
Über ein Anschlussgleis, das am Bahnhof München-Freiham von der Bahnstrecke München–Herrsching abzweigt, ist das Tanklager Krailling (ehemaliges IVG-Gelände) an das Schienennetz der Deutschen Bahn angeschlossen. Die KIM selber hat keinen Gleisanschluss.
Im Jahr 2023 wurde geplant das ehemalige Antennenfeld des BND neu zu beplanen. Sieben Hektar nördlich der KIM sollen ebenfalls zu Gewerbegebiet werden, während 15 ha zu einem Ökokonto-Wald aufgewertet werden sollen. Darüber soll im Oktober 2023 ein Bürgerentscheid stattfinden.

### Verkehr
Krailling wird im öffentlichen Nahverkehr durch Linienbusse erschlossen. Die Bahnstrecke München-Garmisch-Partenkirchen verläuft durch den Ort, besitzt dort aber keine Station. Die nächsten Bahnhöfe in Planegg, Stockdorf und Gauting werden von der Linie S6 der S-Bahn München bedient.
Hauptdurchgangsstraße des Kraillinger Zentrums ist die Gautinger Straße, die parallel zur Würm verläuft. Die westlich gelegenen Teile werden unter anderem durch die Pentenrieder Straße mit dem Kraillinger Zentrum verbunden, wobei diese Ortsteile seit langem infrastrukturell eher in Richtung Gauting orientiert sind.
Krailling wird durch mehrere Regionalbuslinien des MVV erschlossen.
| Linie | Linienverlauf                                                                        | Verkehrsunternehmen |
| ----- | ------------------------------------------------------------------------------------ | ------------------- |
| 906   | Planegg West – Krailling, KIM – Gauting (– Unterbrunn)                               | Demmelmair          |
| 936   | Gauting – Fürstenried West                                                           | Demmelmair          |
| 965   | Buchendorf – Gauting – Pentenried – Unterbrunn                                       | Demmelmair          |
| 966   | Unterbrunn – Oberbrunn – Gauting – Krailling – Planegg / Germering-Unterpfaffenhofen | Demmelmair          |
| 967   | Planegg – Krailling                                                                  | Demmelmair          |
| 968   | Planegg West – Stockdorf, Harmsplatz – Gauting (– Gauting, Schulzentrum)             | Demmelmair          |

## Persönlichkeiten

### Personen mit Bezug zu Krailling
- Martin Dülfer (1859–1942), Architekt, lebte in Krailling
- Erich Aschenheim (1882–1941), Kinderarzt und Hochschullehrer, lebte seine letzten Jahre in Krailling
- Otto Ackermann-Pasegg (1882–1959), Maler, starb in Krailling[31]
- Rudolf Belling (1886–1972), Bildhauer, lebte und starb in Krailling
- Walter Schultze (1894–1979), Reichsdozentenführer und Nationalsozialist der ersten Stunde, starb in Krailling
- Erich Wewel (1894–1974), Verleger, wohnte mit seiner Familie und seinem Verlag von 1937 bis 1951 in Krailling
- Meinolf Wewel (* 1931), Verleger, wohnte mit seinen Eltern und Geschwistern von 1937 bis 1951 in Krailling.
- Leopold Hahn (1894–1970), Bildhauer, wohnte seit 1939, hatte dort sein Atelier seit 1951 und starb 1970 in Krailling
- Alfons Goppel (1905–1991), bayerische Ministerpräsident, wohnte in Krailling, ebenso sein Sohn Thomas Goppel (* 1947)
- Wolfgang Braunfels (1911–1987), Kunsthistoriker, wohnte und starb in Krailling
- Gustl Bayrhammer (1922–1993), Volksschauspieler, starb in Krailling und wurde dort beigesetzt
- Wolfram Hausmann (1922–2006), Geograph und Hammerwerfer, wohnte in Krailling und ist dort bestattet
- Gleb Rahr (1922–2006), exilrussischer Journalist und Kirchenhistoriker, lebte von 1980 bis 1991 in Krailling[32]
- Bodo Heimeshoff (1926–2020),  Bauingenieur und ordentlicher Professor für Baukonstruktion und Holzbau an der Technischen Universität München, lebte in Krailling
- Hermann Prey (1929–1998), Bariton, wohnte in Krailling (Fichtenstr. 14), starb hier und ist auf dem Kraillinger Friedhof beerdigt
- Die Schauspielerin und Entertainerin Lisa Fitz (* 1951) wuchs in Krailling auf und besuchte bis 1961 die Volksschule Planegg-Krailling
- Der deutsche Internetpionier und Unternehmer Sebastian von Bomhard (* 1961) lebt mit seiner Familie in Krailling
- Stephan Lorenz (* 1961), Rechtswissenschaftler und Professor an der Ludwig-Maximilians-Universität München, lebt in Krailling

### Ehrenbürger
- Josef Bader (1884–1970), Altbürgermeister
- Karl Bach (1901–1975), Benefiziat
- Johann Baptist Huber (1905–1991), Altbürgermeister
- Franz Oßner (1911–1994), Priester
- Helmut Schreyer (1921–1998), Altbürgermeister
- Hermann Prey (1929–1998), Sänger[33]
- 2011: Dieter Hager (* 1941), Altbürgermeister[34]
- 2022: Eleonore Zwißler (* 1934), Gründerin verschiedener ehrenamtlicher Initiativen[35]